# Apostolska Góra
Apostolska Góra, także Apostolska Górka (niem. Apostolberg) − wzniesienie o wysokości 311 m n.p.m położone na terenie dzielnicy Rudy Śląskiej Kochłowice, należące do pasma Wzgórz Kochłowickich.
Teren częściowo splantowany przy budowie kopalni "Śląsk" i szkoły górniczej. Do lat 60. XX w. istniała skocznia narciarska. Obecnie wzgórze porastają: klony zwyczajne, dęby czerwone, buki oraz brzozy. Na terenie lasu znajdują się pozostałości biedaszybów. Szczyt znajduje się w pasie lasu pomiędzy ulicą Oświęcimską a terenem kopalnianym.
Istnieje legenda dotycząca Apostolskiej Góry, według której na wzgórzu miał istnieć klasztor pod wezwaniem Świętych Apostołów. Klasztor zapadł się pod ziemię z powodu grzesznego życia mnichów.